# 1991 TR1
1991 TR1 är en asteroid i huvudbältet som upptäcktes 13 oktober 1991 av den amerikanske astronomen K. J. Lawrence vid Palomar-observatoriet.
Den tillhör asteroidgruppen Hungaria.